# Spice
Spice (1967-1969, původně The Stalkers) byli přímým předchůdcem britské rockové skupiny Uriah Heep, ve které vystupovali 
David Byron (zpěv), Mick Box (kytara), Paul Newton (baskytara) a Alex Napier (bicí) (Napier byl náhradou za bubeníka Nigela Pegruma, který se později připojil k folk-rockovým Steeleye Span).

Skupina změnila název na Uriah Heep koncem roku 1969 (ne, až v únoru 1970)když k nim přišel varhaník Ken Hensley, (předtím člen The Gods a Toe Fatt). Bubeník Lee Kerslake, který hrál s Henslym v obou kapelách, ho následoval do Uriah Heep v roce 1972.

## Discografie
Spice realizovali jeden singl s titulem "What About The Music" (B strana "In Love") v roce 1968, kdy se během natáčení jejich prvního alba přejmenovali na Uriah Heep. Písničky nahrané pod původním názvem a sestavou - Spice, se objevily na:
- The Lansdowne Tapes (výběr nahrávek Spice a prvních tří alb Uriah Heep vydaných pod jménem Uriah Heep) - nahráno 1968-1971, vydáno 1994

- A Time of Revelation (Antologie 4CD, dříve nevydaného materiálu Uriah Heep, obsahující nahrávky Spice) - nahráno 1968-1995, vydáno 1996

Tato kompilace obsahuje nahrávky Spice "Astranaza", "Born In A Trunk" (vokální i instrumentální verzi), "Celebrate", "I Want You Babe", "In Love", "Magic Lantern", "Schoolgirl" a "What About The Music". Navíc, dvě z písniček vydaných na prvním albu Uriah Heep, byly nahrány původní sestavou skupiny Spice, ještě před příchodem Henslyho, s Colinem Woodem hrajícím na klávesách na "Come Away Melinda" a "Wake Up (Set Your Sights)".